# 茨沃爾弗科格爾山 (斯圖拜阿爾卑斯山脈)

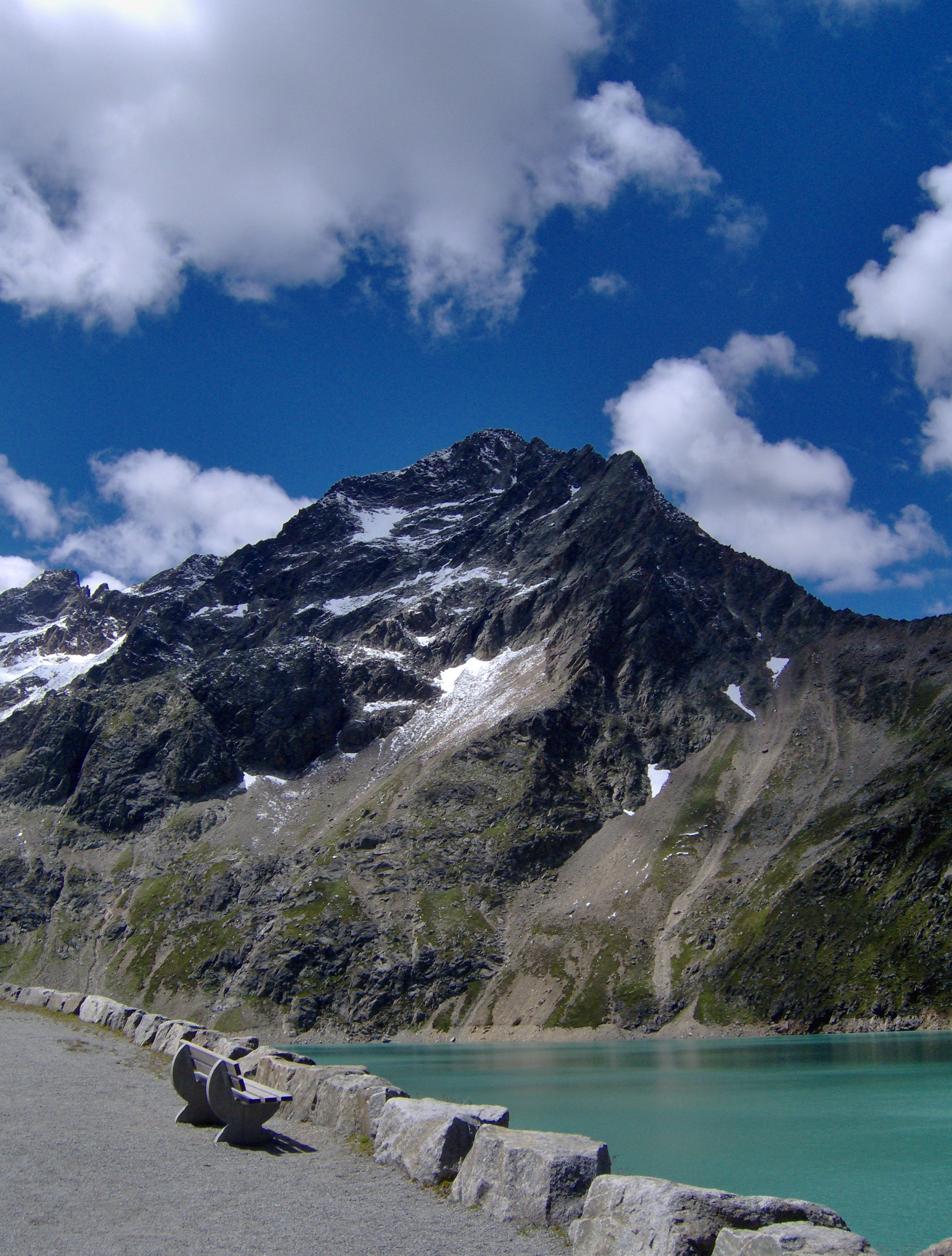

47°11′24″N 11°0′37″E / 47.19000°N 11.01028°E
茨沃爾弗科格爾山（德語：Zwölferkogel），是奧地利的山峰，位於該國西部，由蒂羅爾州負責管轄，屬於斯圖拜阿爾卑斯山脈的一部分，距離蘇爾茨科格爾山0.8公里，海拔高度2,988米。